# Список наград и номинаций Хоакина Феникса
Хоаки́н Фе́никс (англ. Joaquin Phoenix) —  американский актёр, получивший различные награды и номинации, в том числе  премию «Оскар», премию BAFTA, две премии «Золотой глобус», премию «Грэмми», награду Премии Гильдии киноактёров, две премии «Выбор критиков», премию «Независимый дух», а также награды Каннского и  Венецианского кинофестивалей. Кроме того, он был номинирован на три премии «Оскар», три премии BAFTA, шесть премий «Золотой глобус», четыре Премий Гильдии киноактёров. Он со своим братом Ривером Фениксом, были первыми и единственными братьями, которые были номинированы на получение премии «Оскар» в актёрских категориях.

## Основные ассоциации

### Награды Академии
Премия Оскар вручается Американской академией кинематографических искусств и наук (AMPAS).
| Год  | Работа            | Категория                         | Результат | С.    |
| ---- | ----------------- | --------------------------------- | --------- | ----- |
| 2001 | Гладиатор         | Лучшая мужская роль второго плана | Номинация | [ 2 ] |
| 2006 | Переступить черту | Лучшая мужская роль               | Номинация | [ 3 ] |
| 2013 | Мастер            | Лучшая мужская роль               | Номинация | [ 4 ] |
| 2020 | Джокер            | Лучшая мужская роль               | Победа    | [ 5 ] |

### BAFTA Awards
Премия Британской Академии в области кино вручается Британской академией кино и телевизионных искусств (BAFTA). Это британский эквивалент Оскара.
| Год  | Работа            | Категория                         | Результат | С.    |
| ---- | ----------------- | --------------------------------- | --------- | ----- |
| 2001 | Гладиатор         | Лучшая мужская роль второго плана | Номинация | [ 6 ] |
| 2006 | Переступить черту | Лучшая мужская роль               | Номинация | [ 7 ] |
| 2013 | Мастер            | Лучшая мужская роль               | Номинация | [ 8 ] |
| 2020 | Джокер            | Лучшая мужская роль               | Победа    | [ 9 ] |

### Золотой глобус
Премия «Золотой глобус» вручается Голливудской ассоциацией иностранной прессы (HFPA).
| Год  | Работа            | Категория                                     | Результат | С.     |
| ---- | ----------------- | --------------------------------------------- | --------- | ------ |
| 2001 | Гладиатор         | Лучшая мужская роль второго плана - Кинофильм | Номинация | [ 10 ] |
| 2006 | Переступить черту | Лучшая мужская роль в комедии или мюзикле     | Победа    | [ 11 ] |
| 2013 | Мастер            | Лучшая мужская роль в драме                   | Номинация | [ 12 ] |
| 2014 | Она               | Лучшая мужская роль в комедии или мюзикле     | Номинация | [ 13 ] |
| 2015 | Врождённый порок  | Лучшая мужская роль в комедии или мюзикле     | Номинация | [ 14 ] |
| 2020 | Джокер            | Лучшая мужская роль в драме                   | Победа    | [ 15 ] |

### Премия «Грэмми»
Премия «Грэмми» вручается Национальной академией искусства и науки звукозаписи (NARAS).
| Год  | Работа            | Категория                                      | Результат | С.     |
| ---- | ----------------- | ---------------------------------------------- | --------- | ------ |
| 2007 | Переступить черту | Лучший альбом, являющийся саундтреком к фильму | Победа    | [ 16 ] |

### Премия Гильдии киноактёров США
Премии Гильдии киноактеров вручает Гильдия киноактеров — Американская федерация художников и телевизионщиков (SAG-AFTRA).
| Год  | Работа            | Категория                              | Результат | С.     |
| ---- | ----------------- | -------------------------------------- | --------- | ------ |
| 2001 | Гладиатор         | Лучшая мужская роль второго плана      | Номинация | [ 17 ] |
| 2001 | Гладиатор         | Лучший актёрский состав в игровом кино | Номинация | [ 17 ] |
| 2005 | Отель «Руанда»    | Лучший актёрский состав в игровом кино | Номинация | [ 18 ] |
| 2006 | Переступить черту | Лучшая мужская роль                    | Номинация | [ 19 ] |
| 2020 | Джокер            | Лучшая мужская роль                    | Победа    | [ 20 ] |

## Отраслевые награды

### AACTA International Awards
Премия Австралийской академии кинематографа и телевидения вручается Австралийской академией кинематографического и телевизионного искусства (AACTA). Премию часто называют «Австралийским Оскаром».
| Год  | Работа | Категория           | Результат | С.     |
| ---- | ------ | ------------------- | --------- | ------ |
| 2013 | Мастер | Лучшая мужская роль | Номинация | [ 21 ] |
| 2020 | Джокер | Лучшая мужская роль | Номинация | [ 22 ] |

### ALMA
American Latino Media Arts Award — премия, присуждаемая латиноамериканским актёрам за продвижение положительного образа латиноамериканца в данной индустрии.
| Год  | Работа    | Категория          | Результат | С.     |
| ---- | --------- | ------------------ | --------- | ------ |
| 2009 | Любовники | Год в кино — Актёр | Номинация | [ 23 ] |

### Blockbuster Entertainment Awards
Премия Blockbuster Entertainment Awards — это церемония вручения кинопремии, основанная компанией Blockbuster Entertainment, Inc.
| Год  | Работа    | Категория      | Результат | С.     |
| ---- | --------- | -------------- | --------- | ------ |
| 2001 | Гладиатор | Любимый Злодей | Победа    | [ 24 ] |

### British Independent Film Awards
British Independent Film Awards — ежегодная британская кинопремия, для представителей британского независимого кино.
| Год  | Работа                     | Категория           | Результат | С.     |
| ---- | -------------------------- | ------------------- | --------- | ------ |
| 2003 | Солдаты Буффало            | Лучшая мужская роль | Номинация | [ 25 ] |
| 2018 | Тебя никогда здесь не было | Лучшая мужская роль | Номинация | [ 26 ] |

### Dorian Awards
Награды «Дориан» вручаются Ассоциацией критиков геев и лесбиянок (GALECA).
| Год  | Работа | Категория                | Результат | С.     |
| ---- | ------ | ------------------------ | --------- | ------ |
| 2013 | Мастер | Игра в кино года — Актёр | Номинация | [ 27 ] |
| 2020 | Джокер | Игра в кино года — Актёр | Номинация | [ 28 ] |

### Independent Spirit Awards
«Независимый дух» — американская кинопремия, ориентированная в первую очередь на американское независимое кино.
| Год  | Работа                     | Категория                                                                    | Результат | С.     |
| ---- | -------------------------- | ---------------------------------------------------------------------------- | --------- | ------ |
| 2015 | Врождённый порок           | Награда имени Роберта Альтмана (разделил с актерским составом Inherent Vice) | Победа    | [ 29 ] |
| 2019 | Тебя никогда здесь не было | Лучшая мужская роль                                                          | Номинация | [ 30 ] |

### Irish Film & Television Awards
Премия Ирландского кино и телевидения вручается Ирландской академией кино и телевидения (IFTA).
| Год  | Работа | Категория                  | Результат | С.     |
| ---- | ------ | -------------------------- | --------- | ------ |
| 2013 | Мастер | Лучший международный актёр | Номинация | [ 31 ] |

### MTV Movie & TV Awards
MTV Movie & TV Awards — ежегодное телевизионное шоу по присуждению наград в области американского кино, организуемое каналом MTV.
| Год  | Работа            | Категория                                                              | Результат | С.     |
| ---- | ----------------- | ---------------------------------------------------------------------- | --------- | ------ |
| 2001 | Гладиатор         | Лучший злодей                                                          | Номинация | [ 32 ] |
| 2001 | Гладиатор         | Лучшая фраза из фильма (за «Это меня раздражает, я ужасно недоволен!») | Номинация | [ 32 ] |
| 2006 | Переступить черту | Лучшее представление                                                   | Номинация | [ 33 ] |

### National Board of Review
National Board of Review — влиятельная американская некоммерческая организация, объединяющая кинокритиков, киноведов, студентов профильных институтов.
| Год  | Работа                                  | Категория                         | Результат | С.     |
| ---- | --------------------------------------- | --------------------------------- | --------- | ------ |
| 2000 | Гладиатор / Перо маркиза де Сада / Ярды | Лучшая мужская роль второго плана | Победа    | [ 34 ] |

### People’s Choice Awards
People's Choice Awards — американская премия, которая присуждается деятелям поп-культуры по итогам зрительского голосования.
| Год  | Работа       | Категория                        | Результат | С.            |
| ---- | ------------ | -------------------------------- | --------- | ------------- |
| 2008 | Хозяева ночи | Любимый исполнитель главной роли | Победа    | [ 35 ] [ 36 ] |

### Satellite Awards
Satellite Awards — ежегодная премия, присуждаемая «Международной пресс-академией».
| Год  | Работа            | Категория                                             | Результат | С.     |
| ---- | ----------------- | ----------------------------------------------------- | --------- | ------ |
| 2001 | Гладиатор         | Лучшая мужская роль второго плана в кинофильме, драме | Номинация | [ 37 ] |
| 2005 | Переступить черту | Лучшая мужская роль в комедии или мюзикле             | Номинация | [ 38 ] |
| 2012 | Мастер            | Лучшая мужская роль                                   | Номинация | [ 39 ] |
| 2019 | Джокер            | Лучшая мужская роль                                   | Номинация | [ 40 ] |

### Saturn Awards
Saturn Awards — американская премия, вручаемая Академией научной фантастики, фэнтези и фильмов ужасов (англ. Academy of Science Fiction, Fantasy & Horror Films).
| Год  | Работа | Категория                   | Результат | С.     |
| ---- | ------ | --------------------------- | --------- | ------ |
| 2014 | Она    | Лучший актёр на телевидении | Номинация | [ 41 ] |

### Teen Choice Awards
Teen Choice Awards — молодёжная награда, ежегодно присуждаемая компанией Fox. Программа поощряет крупнейшие ежегодные достижения в музыке, кино, спорте, телевидении, моде и др., голосование проводится среди подростков 13-19 лет.
| Год  | Работа                        | Категория               | Результат | С.     |
| ---- | ----------------------------- | ----------------------- | --------- | ------ |
| 2005 | Команда 49: Огненная лестница | Выбор Актёр кино: Драма | Номинация | [ 42 ] |

### Young Artist Awards
Премия «Молодой актёр» ежегодно вручается «Фондом молодого актёра» талантливым молодым людям на телевидении и в кинематографе, которые часто находятся в тени своих старших, более известных коллег.
| Год  | Работа                            | Категория                                                                                              | Результат | С.     |
| ---- | --------------------------------- | --- | --------- | ------ |
| 1984 | Backwards: The Riddle of Dyslexia | Лучший молодой актёр в семейном фильме, снятом для телевидения (вместе с Ривером Фениксом)             | Номинация | [ 43 ] |
| 1990 | Родители                          | Best Leading Young Actor in a Feature Film Лучшая главная роль молодого актёра в художественном фильме | Номинация | [ 44 ] |

## Награды критиков
| Награда                                           | Год  | Номинированная работа                                                         | Категория | Результат  | С.            |
| ------------------------------------------------- | ---- | ----------------------------------------------------------------------------- | --- | ---------- | ------------- |
| Alliance of Women Film Journalists                | 2013 | Мастер                                                                        | Лучшая мужская роль | Номинация  | [ 45 ]        |
| Alliance of Women Film Journalists                | 2014 | Она                                                                           | Лучшая мужская роль | Номинация  | [ 46 ] [ 47 ] |
| Alliance of Women Film Journalists                | 2014 | Она                                                                           | Лучшее изображение обнаженного тела, сексуальности или соблазнения (разделено с Скарлетт Йоханссон)                                     | Победа     | [ 46 ] [ 47 ] |
| Alliance of Women Film Journalists                | 2020 | Джокер                                                                        | Лучшая мужская роль | Номинация  | [ 48 ]        |
| Austin Film Critics Association                   | 2012 | Мастер                                                                        | Лучшая мужская роль | Победа     | [ 49 ]        |
| Austin Film Critics Association                   | 2019 | Тебя никогда здесь не было                                                    | Лучшая мужская роль | Номинация  | [ 50 ]        |
| Boston Society of Film Critics                    | 2019 | Джокер                                                                        | Лучшая мужская роль | 2th Place  | [ 51 ]        |
| Chicago Film Critics Association                  | 2005 | Переступить черту                                                             | Лучшая мужская роль | Номинация  | [ 52 ]        |
| Chicago Film Critics Association                  | 2012 | Мастер                                                                        | Лучшая мужская роль | Номинация  | [ 53 ]        |
| Chicago Film Critics Association                  | 2018 | Тебя никогда здесь не было                                                    | Лучшая мужская роль | Номинация  | [ 54 ]        |
| Chicago Film Critics Association                  | 2019 | Джокер                                                                        | Лучшая мужская роль | Номинация  | [ 55 ]        |
| Chicago Indie Critics                             | 2019 | Тебя никогда здесь не было                                                    | Лучшая мужская роль | Номинация  | [ 56 ]        |
| Chicago Indie Critics                             | 2020 | Джокер                                                                        | Лучшая мужская роль | Номинация  | [ 57 ]        |
| Columbus Film Critics Association                 | 2013 | Мастер                                                                        | Лучшая мужская роль | Номинация  | [ 58 ]        |
| Columbus Film Critics Association                 | 2014 | Она                                                                           | Лучшая мужская роль | Номинация  | [ 59 ]        |
| Columbus Film Critics Association                 | 2019 | Тебя никогда здесь не было                                                    | Лучшая мужская роль | Номинация  | [ 60 ]        |
| Columbus Film Critics Association                 | 2019 | Не волнуйся, он далеко не уйдёт / Братья Систерс / Тебя никогда здесь не было | Актер года (за образцовое произведение)                                                                                                 | Номинация  | [ 60 ]        |
| Columbus Film Critics Association                 | 2020 | Джокер                                                                        | Лучшая мужская роль | Номинация  | [ 61 ]        |
| Critics' Choice Movie Awards                      | 2001 | Гладиатор / Перо маркиза де Сада                                              | Лучшая мужская роль второго плана | Победа     | [ 62 ]        |
| Critics' Choice Movie Awards                      | 2006 | Переступить черту                                                             | Лучшая мужская роль | Номинация  | [ 63 ]        |
| Critics' Choice Movie Awards                      | 2013 | Мастер                                                                        | Лучшая мужская роль | Номинация  | [ 64 ]        |
| Critics' Choice Movie Awards                      | 2020 | Джокер                                                                        | Лучшая мужская роль | Победа     | [ 65 ]        |
| Dallas–Fort Worth Film Critics Association        | 2001 | Гладиатор                                                                     | Лучшая мужская роль второго плана | Номинация  | [ 66 ]        |
| Dallas–Fort Worth Film Critics Association        | 2005 | Переступить черту                                                             | Лучшая мужская роль | Номинация  | [ 67 ]        |
| Dallas–Fort Worth Film Critics Association        | 2012 | Мастер                                                                        | Лучшая мужская роль | 2th Place  | [ 68 ]        |
| Dallas–Fort Worth Film Critics Association        | 2019 | Джокер                                                                        | Лучшая мужская роль | 2th Place  | [ 69 ]        |
| Denver Film Critics Society                       | 2013 | Мастер                                                                        | Лучшая мужская роль | Номинация  | [ 70 ]        |
| Denver Film Critics Society                       | 2020 | Джокер                                                                        | Лучшая мужская роль | Победа     | [ 71 ]        |
| Detroit Film Critics Society                      | 2012 | Мастер                                                                        | Лучшая мужская роль | Номинация  | [ 72 ]        |
| Detroit Film Critics Society                      | 2019 | Джокер                                                                        | Лучшая мужская роль | Номинация  | [ 73 ]        |
| Dublin Film Critics' Circle                       | 2012 | Мастер                                                                        | Лучшая мужская роль | Победа     | [ 74 ]        |
| Dublin Film Critics' Circle                       | 2014 | Она                                                                           | Лучшая мужская роль (вместе с Биллом Хадером в фильме «Близнецы», Чиветелом Эджиофором за «12 лет рабства» и Томом Харди в «Лок»)       | 10th Place | [ 75 ]        |
| Dublin Film Critics' Circle                       | 2018 | Тебя никогда здесь не было                                                    | Лучшая мужская роль | 2th Place  | [ 76 ]        |
| Dublin Film Critics' Circle                       | 2019 | Джокер                                                                        | Лучшая мужская роль | 2th Place  | [ 77 ]        |
| Florida Film Critics Circle                       | 2013 | Она                                                                           | Лучшая мужская роль | 2th Place  | [ 78 ]        |
| Florida Film Critics Circle                       | 2018 | Тебя никогда здесь не было                                                    | Лучшая мужская роль | Победа     | [ 79 ]        |
| Florida Film Critics Circle                       | 2019 | Джокер                                                                        | Лучшая мужская роль | Номинация  | [ 80 ]        |
| Georgia Film Critics Association                  | 2013 | Мастер                                                                        | Лучшая мужская роль | Номинация  | [ 81 ]        |
| Georgia Film Critics Association                  | 2014 | Она                                                                           | Лучшая мужская роль | Номинация  | [ 82 ]        |
| Georgia Film Critics Association                  | 2020 | Джокер                                                                        | Лучшая мужская роль | Номинация  | [ 83 ]        |
| Greater Western New York Film Critics Association | 2018 | Тебя никогда здесь не было                                                    | Лучшая мужская роль | Номинация  | [ 84 ]        |
| Greater Western New York Film Critics Association | 2019 | Джокер                                                                        | Лучшая мужская роль | Номинация  | [ 85 ]        |
| Hawaii Film Critics Society                       | 2020 | Джокер                                                                        | Лучшая мужская роль | Победа     | [ 86 ]        |
| Hollywood Critics Association                     | 2020 | Джокер                                                                        | Лучшая мужская роль | Победа     | [ 87 ]        |
| Houston Film Critics Society                      | 2013 | Мастер                                                                        | Лучшая мужская роль | Номинация  | [ 88 ]        |
| Houston Film Critics Society                      | 2020 | Джокер                                                                        | Лучшая мужская роль | Номинация  | [ 89 ]        |
| Indiana Film Journalists Association              | 2019 | Джокер                                                                        | Лучшая мужская роль | Номинация  | [ 90 ]        |
| IndieWire Critics Poll                            | 2009 | Любовники                                                                     | Лучшая главная роль (вместе с Марией Онетто за «Женщина без головы»)                                                                    | 4th Place  | [ 91 ]        |
| IndieWire Critics Poll                            | 2012 | Мастер                                                                        | Лучшая главная роль | 2th Place  | [ 92 ]        |
| IndieWire Critics Poll                            | 2013 | Она                                                                           | Лучшая главная роль | 8th Place  | [ 93 ]        |
| IndieWire Critics Poll                            | 2014 | Врождённый порок                                                              | Лучшая мужская роль | 5th Place  | [ 94 ]        |
| IndieWire Critics Poll                            | 2018 | Тебя никогда здесь не было                                                    | Лучшая мужская роль | 2th Place  | [ 95 ]        |
| IndieWire Critics Poll                            | 2019 | Джокер                                                                        | Лучшая мужская роль | 4th Place  | [ 96 ]        |
| International Cinephile Society                   | 2010 | Любовники                                                                     | Лучшая мужская роль | Номинация  | [ 97 ]        |
| International Cinephile Society                   | 2013 | Мастер                                                                        | Лучшая мужская роль | Номинация  | [ 98 ]        |
| International Cinephile Society                   | 2014 | Она                                                                           | Лучшая мужская роль | 2th Place  | [ 99 ]        |
| International Online Film Critics' Poll           | 2012 | Мастер                                                                        | Лучшая мужская главная роль | Номинация  | [ 100 ]       |
| Iowa Film Critics Association                     | 2020 | Джокер                                                                        | Лучшая мужская роль | Победа     | [ 101 ]       |
| Las Vegas Film Critics Society                    | 2000 | Гладиатор / Перо маркиза де Сада                                              | Лучшая мужская роль второго плана | Номинация  | [ 102 ]       |
| Latino Entertainment Journalists Association      | 2020 | Джокер                                                                        | Лучшая мужская роль | Победа     | [ 103 ]       |
| London Film Critics' Circle                       | 2013 | Мастер                                                                        | Актер года | Победа     | [ 104 ]       |
| London Film Critics' Circle                       | 2019 | Тебя никогда здесь не было                                                    | Актер года | Номинация  | [ 105 ]       |
| London Film Critics' Circle                       | 2020 | Джокер                                                                        | Актер года | Ожидается  | [ 106 ]       |
| Los Angeles Film Critics Association              | 2012 | Мастер                                                                        | Лучшая мужская роль | Победа     | [ 107 ]       |
| Music City Film Critics Association               | 2020 | Джокер                                                                        | Лучшая мужская роль | Победа     | [ 108 ]       |
| National Society of Film Critics                  | 2013 | Мастер                                                                        | Лучшая мужская роль (вместе с Дени Лаван за «Корпорация „Святые моторы“»)                                                               | 2th Place  | [ 109 ]       |
| National Society of Film Critics                  | 2015 | Врождённый порок                                                              | Лучшая мужская роль (вместе с Рэйфом Файнсом за отель «Гранд Будапешт»)                                                                 | 3rd Place  | [ 110 ]       |
| New York Film Critics Circle                      | 2013 | Мастер                                                                        | Лучшая мужская роль | 3rd Place  | [ 111 ]       |
| New York Film Critics Online                      | 2019 | Джокер                                                                        | Лучшая мужская роль | Победа     | [ 112 ]       |
| North Carolina Film Critics Association           | 2013 | Мастер                                                                        | Лучшая мужская роль | Победа     | [ 113 ]       |
| North Carolina Film Critics Association           | 2020 | Джокер                                                                        | Лучшая мужская роль | Номинация  | [ 114 ]       |
| North Dakota Film Society                         | 2020 | Джокер                                                                        | Лучшая мужская роль | Победа     | [ 115 ]       |
| North Texas Film Critics Association              | 2006 | Переступить черту                                                             | Лучшая мужская роль | Победа     | [ 116 ]       |
| North Texas Film Critics Association              | 2019 | Джокер                                                                        | Лучшая мужская роль | Победа     | [ 117 ]       |
| Online Association of Female Film Critics         | 2018 | Тебя никогда здесь не было                                                    | Лучшая мужская роль | Номинация  | [ 118 ]       |
| Online Association of Female Film Critics         | 2019 | Джокер                                                                        | Лучшая мужская роль | Номинация  | [ 119 ]       |
| Online Film Critics Society                       | 2001 | Гладиатор                                                                     | Лучшая мужская роль второго плана | Номинация  | [ 120 ]       |
| Online Film Critics Society                       | 2006 | Переступить черту                                                             | Лучшая мужская роль | Номинация  | [ 121 ]       |
| Online Film Critics Society                       | 2010 | Любовники                                                                     | Лучшая мужская роль | Номинация  | [ 122 ]       |
| Online Film Critics Society                       | 2012 | Мастер                                                                        | Лучшая мужская роль | Номинация  | [ 123 ]       |
| Online Film Critics Society                       | 2013 | Она                                                                           | Лучшая мужская роль | Номинация  | [ 124 ]       |
| Online Film Critics Society                       | 2019 | Тебя никогда здесь не было                                                    | Лучшая мужская роль | Номинация  | [ 125 ]       |
| Online Film Critics Society                       | 2020 | Джокер                                                                        | Лучшая мужская роль | Номинация  | [ 126 ]       |
| Phoenix Critics Circle                            | 2019 | Джокер                                                                        | Лучшая мужская роль | Номинация  | [ 127 ]       |
| Phoenix Film Critics Society                      | 2001 | Гладиатор                                                                     | Лучшая мужская роль второго плана | Номинация  | [ 128 ]       |
| Phoenix Film Critics Society                      | 2001 | Перо маркиза де Сада                                                          | Лучшая мужская роль второго плана | Номинация  | [ 128 ]       |
| Phoenix Film Critics Society                      | 2012 | Мастер                                                                        | Лучшая мужская роль | Номинация  | [ 129 ]       |
| Phoenix Film Critics Society                      | 2019 | Джокер                                                                        | Лучшая мужская роль | Победа     | [ 130 ]       |
| San Diego Film Critics Society                    | 2000 | Гладиатор / Перо маркиза де Сада / Ярды                                       | Исполнение | Победа     | [ 131 ]       |
| San Diego Film Critics Society                    | 2012 | Мастер                                                                        | Лучшая мужская роль | Номинация  | [ 132 ]       |
| San Diego Film Critics Society                    | 2013 | Она                                                                           | Лучшая мужская роль | Номинация  | [ 133 ]       |
| San Diego Film Critics Society                    | 2019 | Джокер                                                                        | Лучшая мужская роль (вместе с Адамом Драйверомза «Брачная история»)                                                                     | Победа     | [ 134 ]       |
| San Francisco Bay Area Film Critics Circle        | 2012 | Мастер                                                                        | Лучшая мужская роль | Победа     | [ 135 ]       |
| San Francisco Bay Area Film Critics Circle        | 2019 | Джокер                                                                        | Лучшая мужская роль | Номинация  | [ 136 ]       |
| Seattle Film Critics Society                      | 2018 | Тебя никогда здесь не было                                                    | Лучшая мужская роль | Номинация  | [ 137 ]       |
| Seattle Film Critics Society                      | 2019 | Джокер                                                                        | Лучшая мужская роль | Номинация  | [ 138 ]       |
| Seattle Film Critics Society                      | 2019 | Джокер                                                                        | Лучший злодей года | Номинация  | [ 138 ]       |
| Southeastern Film Critics Association             | 2000 | Гладиатор / Перо маркиза де Сада / Ярды                                       | Лучшая мужская роль второго плана | 2th Place  | [ 139 ]       |
| Southeastern Film Critics Association             | 2012 | Мастер                                                                        | Лучшая мужская роль | 2th Place  | [ 140 ]       |
| Southeastern Film Critics Association             | 2019 | Джокер                                                                        | Лучшая мужская роль | 2th Place  | [ 141 ]       |
| St. Louis Film Critics Association                | 2006 | Переступить черту                                                             | Лучшая мужская роль | Номинация  | [ 142 ]       |
| St. Louis Film Critics Association                | 2012 | Мастер                                                                        | Лучшая мужская роль | Номинация  | [ 143 ]       |
| St. Louis Film Critics Association                | 2012 | Мастер                                                                        | Лучшая сцена (разделил с Филипом Сеймуром Хоффманом за первую «обрабатывающую» сцену допроса между Ланкастером Доддом и Фредди Квеллом) | Победа     | [ 143 ]       |
| St. Louis Film Critics Association                | 2013 | Она                                                                           | Лучшая сцена (разделил с Скарлетт Йоханссон за секс-сцену с ОС)                                                                         | Номинация  | [ 144 ]       |
| St. Louis Film Critics Association                | 2019 | Джокер                                                                        | Лучшая мужская роль | 2th Place  | [ 145 ]       |
| Toronto Film Critics Association                  | 2012 | Мастер                                                                        | Лучший актёр | 2th Place  | [ 146 ]       |
| Utah Film Critics Association Awards              | 2012 | Мастер                                                                        | Лучшая мужская роль | Победа     | [ 147 ]       |
| Utah Film Critics Association Awards              | 2019 | Джокер                                                                        | Лучшая мужская роль | 2th Place  | [ 148 ]       |
| Vancouver Film Critics Circle                     | 2013 | Мастер                                                                        | Лучший актёр | Победа     | [ 149 ]       |
| Vancouver Film Critics Circle                     | 2019 | Джокер                                                                        | Лучший актёр | Номинация  | [ 150 ]       |
| Village Voice Film Poll                           | 2009 | Любовники                                                                     | Лучшая мужская роль | 4th Place  | [ 151 ]       |
| Village Voice Film Poll                           | 2010 | Я всё ещё здесь                                                               | Лучшая мужская роль | 6th Place  | [ 152 ]       |
| Village Voice Film Poll                           | 2012 | Мастер                                                                        | Лучшая мужская роль | Победа     | [ 153 ]       |
| Village Voice Film Poll                           | 2013 | Она                                                                           | Лучшая мужская роль | 3rd Place  | [ 154 ]       |
| Washington D.C. Area Film Critics Association     | 2005 | Переступить черту                                                             | Лучший актёр | Номинация  | [ 155 ]       |
| Washington D.C. Area Film Critics Association     | 2012 | Мастер                                                                        | Лучший актёр | Номинация  | [ 156 ]       |
| Washington D.C. Area Film Critics Association     | 2013 | Она                                                                           | Лучший актёр | Номинация  | [ 157 ]       |
| Washington D.C. Area Film Critics Association     | 2019 | Джокер                                                                        | Лучший актёр | Номинация  | [ 158 ]       |
| Women Film Critics Circle                         | 2019 | Джокер                                                                        | Лучшая мужская роль | 2th Place  | [ 159 ]       |

## Награды кинофестивалей

### Каннский кинофестиваль
| Год  | Работа                     | Категория           | Результат | С.      |
| ---- | -------------------------- | ------------------- | --------- | ------- |
| 2017 | Тебя никогда здесь не было | Лучшая мужская роль | Победа    | [ 160 ] |

### Кинофестиваль в Торонто
| Год  | Работа | Категория                | Результат | С.      |
| ---- | ------ | ------------------------ | --------- | ------- |
| 2019 | Джокер | TIFF Tribute Actor Award | Победа    | [ 161 ] |

### Capri Hollywood International Film Festival
| Год  | Работа | Категория           | Результат | С.      |
| ---- | ------ | ------------------- | --------- | ------- |
| 2019 | Джокер | Лучшая мужская роль | Победа    | [ 162 ] |

### Голливудский кинофестиваль
| Год  | Работа            | Категория    | Результат | С.      |
| ---- | ----------------- | ------------ | --------- | ------- |
| 2005 | Переступить черту | Лучший актёр | Победа    | [ 163 ] |

### Newport Beach Film Festival
| Год  | Работа          | Категория                                                                                                 | Результат | С.      |
| ---- | --------------- | --- | --------- | ------- |
| 2014 | Роковая страсть | Выдающееся достижение в кинопроизводстве — актёрский состав (разделено с Марион Котийяр и Джереми Реннер) | Победа    | [ 164 ] |

### Palm Springs International Film Festival
| Год  | Работа | Категория        | Результат | С.      |
| ---- | ------ | ---------------- | --------- | ------- |
| 2020 | Джокер | Chairman’s Award | Победа    | [ 165 ] |

### Кинофестиваль в Сан-Диего
| Год  | Работа  | Категория          | Результат | С.              |
| ---- | ------- | ------------------ | --------- | --------------- |
| 2005 | Земляне | Humanitarian Award | Победа    | [ 166 ] [ 167 ] |

### Венецианский кинофестиваль
| Год  | Работа | Категория                                                                                  | Результат | С.      |
| ---- | ------ | ------------------------------------------------------------------------------------------ | --------- | ------- |
| 2012 | Мастер | Кубок Вольпи за лучшую мужскую роль (разделил награду вместе с Филипом Сеймуром Хоффманом) | Победа    | [ 168 ] |

## Комментарии
1. ↑  Некоторые группы награждения не просто присуждают одного победителя, они отмечают несколько лауреатов и занимают призовые места. Поскольку это особое признание и отличается от потери награды, упоминания победителей считаются победами при подсчете наград.